# Rhinolophus sinicus
Rhinolophus sinicus es una especie de murciélago de la familia Rhinolophidae.

## Distribución geográfica
Se encuentra en China, norte de la India, Nepal, norte de Birmania y norte de Vietnam.